# Тејмураз I од Кахетије
Шаблон:Инфокутија Владар
Тејмураз I (груз. თეიმურაზ I) (1589–1663), из династије Багратиони, био је грузијски монарх који је владао, са прекидима, као краљ Кахетије од 1605. до 1648. и Картлије од 1625. до 1633. године. Најстарији син Давида I и Кетеван, Тејмураз је провео већи део свог детињства на двору иранског шаха, где је постао познат као Тамурас Кан. Постављен је за краља Кахетије након побуне против његовог стрица владара Константина I, 1605. Од 1614. године водио је пет деценија дугу борбу против сафавидске иранске доминације над Грузијом, током које је изгубио неколико чланова своје породице и завршио живот као шахов затвореник у Горгану у 74. години.
Свестрани песник и поштовалац персијске поезије, Тејмураз је превео на грузијски неколико персијских љубавних прича и преточио лична искуства своје дуге и тешке владавине у серију оригиналних песама под утицајем савремене персијске традиције.

## Младост
Тејмураз је био син Давида I од Кахетије и његове жене Кетеван, рођене Багратион-Мухранели. Кахетија, најисточнија грузијска држава која је настала након распарчавања Краљевине Грузије крајем 15. века, била је у сфери утицаја иранске династије Сафавида. Све до раних година 17. века, краљеви Кахетије су одржавали мирне односе са својим иранским владарима, али су њихова независна спољна политика и дипломатија са руским царством дуго љутили иранске шахове. Сам Тејмураз је држан као политички талац на двору Сафавида и одрастао у Исфахану, главном граду Ирана, под старатељством шаха Абаса I.
Вратио се кући 1605. године, након што су се хришћани Кахетијанци, које је окупила Тејмуразова мајка Кетеван, побунили и збацили свог муслиманског краља, Константина који је убио свог оца, краља Александра II од Кахетије, у државном удару који је спонзорисао Иран. Племићи Кахетије тражили су да шах Абас I потврди Тејмураза, који је био унук Александра II, на престолу. Абас, фрустриран побуном и заокупљен својим новим ратом са Отоманским царством, пристао је на захтев Кахетијанаца. Тејмураз је крунисан за краља Кахетије и започео је дугу и тешку владавину у сукобу са својим сафавидским господарима.
Пошто је нови монарх још био малолетан, краљица Кетеван је привремено преузела функцију регента и уговорила 1606. Тејмуразов брак са Аном, ћерком Мамије II Гуријелија, принца од Гурије на грузијској обали Црног мора. Године 1609. Ана је умрла од тумора на грлу и Тејмураз се поново оженио, уз охрабрење шаха Абаса, Хорашаном, сестром Луарсаба II од Картлије, западног суседа Кахетије, док се сам шах оженио Тејмуразовом сестром Хеленом.

## Иранска инвазија
Како се Сафавидско-османски рат ближио крају, Абас I је обновио напоре да Грузију потпуније уведе у своје царство. Његови односи са Тејмуразом I брзо су се погоршали након што је краљ Кахетије одбио шахов позив да дође у Есфахан. Тејмураз, којем је претила иранска инвазија, покушао је да купи мир тако што је своја два сина Александра и Леона и своју мајку Кетеван као почасне таоце послао на шахов двор 1613. Овај потез, међутим, није успео да ублажи притисак на Кахетију.
Након што су непријатељства са Османлијама тренутно престала 1614. године када је иранска војска била на врхунцу, Абас I је послао своје трупе против грузијских краљевстава. Овог пута помогао му је грузијски племић Гиорги Сакадзе, способан борац који је раније уживао велики утицај у служби Луарсаба II од Картлије све док га претња по живот није навела да пребегне код шаха. Иранци су отерали и Тејмураза и Луарсаба из својих области у западно грузијско краљевство Имеретију, а Абас I их је заменио грузијским преобраћеницима на ислам. Баграт VII је постављен у Картлији, док је Кахетија дата Тејмуразовом рођаку Иси Кану. Георги III од Имеретије, под османском заштитом, одбио је да се одрекне избеглица и шах је узвратио тако што је Картлију и Кахетију предао својим трупама на пљачку. Тада је Луарсаб одлучио да се преда, али је одбио шахов захтев да се одрекне хришћанства. Абас га је протерао у Иран и наредио га га задаве у Ширазу 1622.
Док је био у изгнанству у Имеретији 1615. године, Тејмураз I се придружио Георгију III од Имеретије у слању писма руском цару Михаилу, обавештавајући га о њиховом противљењу иранском шаху и тражећи помоћ. Опорављајући се од смутног времена, Руси, међутим, нису били спремни и нису намеравали да интервенишу у кавкаским пословима. Препуштени сами себи, кахетски племићи су се окупили иза Давида Јандиерија и побунили се против Иса Кана 15. септембра 1615. године. Побуна се брзо проширила на Картлију, а грузијски племићи су предложили Тејмураза I за краља целе источне Грузије. Казнену иранску експедицију под командом Али Кули-Кана разбиле су Тејмуразове снаге код Цицамурија, што је довело до тога да је Шах Абас лично предводио следећу инвазију 1616. Побуна је угушена, а Тејмураз је поново побегао у западну Грузију. Кахетија је била подвргнута потпуном разарању од кога се ово краљевство никада није у потпуности опоравило. Као званична историја владавине шаха Абаса, Tarikh-e Alam-ara-ye Abbasi проглашава: „Од почетка ислама нису се десили такви догађаји ни под једним краљем."
Некада цветајући градови Кахетије, попут Гремија и Загемија, смањили су се у села и неколико насеља је нестало. Шездесет до седамдесет хиљада људи је убијено, а више од сто хиљада кахетинских сељака је депортовано у поседе Сафавида. Њихови потомци чине већину етничког грузијског становништва данашњег Ирана, а грузијски дијалект се још увек говори у и око Ферејдон Шара, покрајине Исфахан.

## Побуњенички краљ
Тејмураз је наставио да тражи и искоришћава руску и османску помоћ против Ирана и остао је тачка окупљања за опозицију Сафавидима, охрабрујући своје поданике да одбију муслиманску замену за њега. Шах Абас се осветио тако што је 13. септембра 1624. мучио до смрти краљеву мајку Кетеван и кастрирао његове синове Александра и Леона.
У међувремену, гувернер Кахетије кога је именовао Абас I, Пајкар Кан, кренуо је у кампању да пресели депопулисана подручја источне Грузије турским номадима, што је изазвало побуну преосталог грузијског становништва. Шахов бивши грузијски савезник, Гиорги Сакадзе, или Моурав-Бег како су га звали у Ирану, придружио се побуни и одвео Грузијце до победе над иранском војском коју је предводио Карачакај кан у бици код Марчопија 25. марта 1625. године. Сакадзе је наставио да уништава турске мигранте и поново постави Тејмураза као краља Картлије и Кахетије. Шах није успео да сломи устанак упркос скупој победи над Грузијцима у бици код Марабде 1. јула 1625. године. Суочен са герилским отпором у висоравни Грузије, Абас је признао право побуњеничког краља да влада.
Грузијско племство се, међутим, убрзо поделило у два супротстављена табора. На једној страни су стајали Сакадзе и његови следбеници који су се противили Тејмуразовој контроли Картлије и намеравали да позову имеретског принца Александра (будућег краља Александра III од Имеретије) за новог краља. С друге стране, Тејмураз и његова лојална кахетинска партија који су стекли утицајну присталицу у Сакадзеовом шураку и некадашњем сараднику Зурабу, еристави („војвода“) од Арагвија. Шах Абас I, сумњичав према Сакадзеовој дипломатији са Османлијама, такође је охрабрио Тејмураза да зада коначни ударац амбициозном генералу. Касније 1626. године, ривалство међу грузијским вођама кулминирало је битком на језеру Базалети у којој је краљевска војска однела одлучујућу победу, отеравши Сакадзеа у прогонство у Цариград где је убијен 1629. након што је служио кратку војну каријеру под султаном Ибрахимом I.
Након пораза Сакадзеа и смрти шаха Абаса I 1629. године, Тејмураз је наставио да јача свој ауторитет у источној Грузији. Подстицао је Зураба од Арагвије да убије Семајуна Кана, супарничког краља Картлије којег је именовао Иран 1630. године, а затим је извршио атентат на Зураба, чиме се отарасио обојице. До раних 1630-их, Тејмураз I је стекао мање-више стабилну контролу и над Картлијом и над Кахетијом. Одлучан да елиминише хегемонију Сафавида над Грузијом, Тејмураз је послао свог амбасадора Николоза Чолокашвилија у западну Европу и затражио помоћ од Филипа IV од Шпаније и папе Урбана VIII. Међутим, владари Европе су били превише укључени у Тридесетогодишњи рат (1618–1648) да би били забринути за судбину малог кавкаског краљевства, и ништа није произашло из ове мисије. Објављивање прве грузијске штампане књиге Dittionario giorgiano e italiano („Грузијско-италијански речник“; Рим, 1629) Стефана Паолинија и Николоза Чолокашвилија био је једини резултат ове епизоде.

## Крај владавине
У међувремену, односи Тејмураза са новим иранским шахом Сафијем прогресивно су се погоршавали. Тејмураз је 1631. се осветио планинским племенима Дагестана што су се придружила шаху Абасу у уништењу Кахетије и разорио неколико њихових насеља. Године 1633. дао је уточиште свом шураку Дауду Кану, иранском гувернеру (беглербегу) Ганџе и Карабаха грузијског порекла, који је побегао од шах Сафијевог обрачуна са породицом његовог брата Имама Кули Кана, утицајног гувернера Фарса, Лара и Бахреина. Тејмураз је одбио да преда бегунца и, у потпуности схватајући последице овог одбијања, у журби је окупио своје снаге. Шах Сафи је узвратио проглашавањем Тејмураза свргнутим и заменивши га својим фаворитом, муслиманским грузијским принцом Хусравом Мирзом (Ростом), који је играо важну улогу у консолидацији Сафијеве власти након смрти Шаха Абаса.
Ростом и његов друг Грузијац у Сафавидској служби, Рустам Кан, предводили су иранску војску у Грузији и преузели контролу над Картлијом и Кахетијом 1633. Тејмураз је побегао у још једно изгнанство у Имеретију, али се поново настанио у Кахетији 1634. Године 1638, уз Ростомово посредовање, Тејмураз је помилован и поново потврђен као краљ Кахетије од стране шаха. Међутим, наставио је да тражи савез са Русијом и положио заклетву на верност цару Михаилу 23. априла 1639. године, али руски протекторат се никада није остварио у пракси.
Године 1641. Тејмураз, који је намеравао да уједини целу источну Грузију под својом влашћу, подржао је заверу племића против Ростома, која је коначно уништила његове односе са владаром Картлије. Завера је пропала и краљ Кахетије, који је већ напредовао са својим трупама до зидина Тбилисија, Ростомовог главног града, морао је да се повуче. Године 1648, Ростом је, заједно са иранским снагама, кренуо против Кахетије и разбио Тејмуразову војску код Магара. Изгубивши на бојном пољу свог последњег преживелог сина Давида, Тејмураз је побегао у Имеретију, одакле је уз руску помоћ настојао да поврати круну. Послао је свог унука и јединог наследника, Ираклија, у Москву 1653. године, а лично је посетио руског цара Алексеја у јуну 1658. године.
У међувремену, Ростомова спремност да сарађује са својим сафавидским суверенима донела је Картлији велику дозу аутономије и релативног мира и просперитета. Међутим, племићи и становништво Кахетије наставили су да се окупљају око прогнаног Тејмураза у нади да ће окончати своју потчињеност Ирану. Да би једном заувек прекинуо отпор у Кахетији, шах Абас II је оживео план да се земља насели турским номадима, што је мера која је подстакла општи устанак 1659. године. Побуњеници су успели да протерају номаде, али су ипак морали невољно да прихвате шахову власт.
Не могавши да добије подршку Русије за своју ствар, Тејмураз је закључио да су изгледи за поврат круне никакви и вратио се у Имеретију да би се повукао у манастир 1661, исте године када је Ростомов наследник на престолу Картлија, Вахтанг V, прешао у западну Грузију да устоличи свог сина Арчила за краља Имеретије. Вахтанг V је послао Тејмураза у Исфахан и старог грузијског бившег монарха је часно примио Абас II, али је бачен у затвор када се његов унук Ираклије вратио из Русије и направио неуспешан покушај да преузме контролу над Кахетијом. Тејмураз је умро у заточеништву у тврђави Астарабад (касније Горган) 1663. године. Његови остаци су превезени у Грузију и сахрањени у манастиру Алаверди.

## Поезија
Књижевна дела Тејмураза II обрађују широк спектар тема и укључују његове оригиналне песме, као и преводе и адаптације са персијског. Овај краљ-песник је имао тако универзално знање о перзијској и грузијској књижевности и био је толико поносан на своје иновације у грузијској поезији, да је сам себе у старости прогласио за највећег песника Грузије и сматрао се супериорнијим од прослављеног средњовековног Грузијца аутора Шота Руставелија. Иако оваква тврдња никада није била прихваћена од стране критичара грузијске књижевности, нема сумње да је његова дворска и прилично манирска лирика имала известан утицај на грузијско песништво 17. - 19. века. Образован на двору Сафавида, одлично је и течно говорио персијски, а његов поетски језик био је пун персијских слика и алузија, позајмљеница и фразеологије. Коментаришући своје интересовање за персијску поезију, написао је: „Слаткоћа персијског говора ме је подстакла да компонујем музику стихова. Током свог првог стваралачког периода, 1629–1634, када је био релативно сигуран на свом престолу, Тејмураз је превео и прилагодио са персијског романе Лејла и Меџнун (груз. ოსებზილიხანიანი, Iosebzilikhaniani), Ружа и славуј (ვარდბულბულიანი, Vardbulbuliani)), и Свећа и мољац (შამიფარვანრვანრვანრვან, Shamiparvaniani).
У другом периоду, 1649–1656, када је био у изгнанству на двору свог зета, Александра III Имеретијског, Тејмураз је, по сопственим речима, користио поезију као терапију: „Сузе су немилосрдно текле као Нил из мојих очију. Да бих то превазишао, писао сам с времена на време, бацио сам своје срце у то." Тејмураз у својим песмама оплакује уништење свог краљевства, осуђујући „пролазни и перфидни свет“, и оплакује судбину своје породице и пријатеља, проклињући узрок своје и народне несреће, „крвожедног краља Персије“.
Тејмуразова најразрађенија и најболнија песма, међутим, била је његова прва, Књига и страст краљице Кетеван (წიგნი და წამება ქამება ქეთევაქეთევაქეთევაი სა, ts'igni da ts'ameba ketevan dedoplisa) написана 1625. године, седам месеци након што је његова мајка Кетеван страдала у Ширазу 13. септембра 1624. године. Песма, која по речима професора Доналда Рејфилда доказује да „шта год је Грузија изгубила у краљу, то је и добила у песнику“, под утицајем је средњовековног грузијског хагиографског жанра, сликовито описује мучења којима је краљица мајка била изложена након што је одбила да следи наредбу шаха Абаса да се одрекне хришћанства. Тејмураз цитира њену молитву Светом Тројству и Арханђелу Гаврилу за снагу да издржи и не штеди читаоца од страхота Кетеваниног погубљења. Тејмуразов непосредни извор били су очевици догађаја, августински мисионари из Ирана, који су донели краљу остатке његове мајке. Исти извор наводи и други опис Кетеваниног мучеништва, класичну трагедију Katharine von Georgien немачког аутора Андреаса Грифијуса (1657).

## Породица
Тејмураз I је био два пута ожењен; прво, 1609. године, са Аном, ћерком Мамије II Гуријелија, принца од Гурије, која је умрла у року од годину дана, а затим 1612. Хорашаном из огранка Багратиони у Картлији (умрла 1658).
Имао је три сина и две ћерке:
Од Ане:
- Принц Леон (Леван) (1606–1624)
- Принц Александар (1609–1620)

Обојицу их је Абас I узео за таоце 1614. и кастрирао у чину освете 1618. или 1620. године. Млади принчеви нису преживели сакаћење и умрли су убрзо након тога.
- Принцеза Тинатин (1610–1642). Удала се за шаха Сафија 1637.

Од Хорашане:
- Принц Давид (1612–1648), створио је принца од Мухранија 1627. Погинуо је у борби са иранском војском, а династију је наставио његов син Ираклије.
- Принцеза Дарејан (умрла 1668), удата редом за војводу Зураба од Арагвија (1623), Александра III од Имеретије (1630) и Вахтанга од Имеретије (1661), и озлоглашена по својој контроверзној улози у политици западне Грузије.